# بیفنیلن
بیفنیلن (به انگلیسی: Biphenylene) با فرمول شیمیایی C۱۲H۸ یک ترکیب شیمیایی با شناسه پاب‌کم ۹۲۱۴ است. که جرم مولی آن ۱۵۲٫۱۹ g/mol می‌باشد. شکل ظاهری این ترکیب، جامد است.